# Emilia Dragieva
Emilia Dragieva (en bulgare : Емилия Драгиева ; née le 11 janvier 1965) est une athlète bulgare spécialiste du saut en hauteur, active à la fin des années 1980. 

## Biographie

### Palmarès
| Date | Compétition                    | Lieu         | Résultat | Performance |
| ---- | ------------------------------ | ------------ | -------- | ----------- |
| 1987 | Championnats du monde en salle | Indianapolis | 3e       | 2,00 m      |
| 1988 | Championnats d'Europe en salle | Budapest     | 5e       | 1,91 m      |

### Records
| Épreuve         | Épreuve   | Performance | Lieu         | Date        |
| --------------- | --------- | ----------- | ------------ | ----------- |
| Saut en hauteur | Plein air | 1,94 m      | Sofia        | 31 mai 1987 |
| Saut en hauteur | Salle     | 2,00 m      | Indianapolis | 8 mars 1987 |